# Taeniophyllum andamanicum
Taeniophyllum andamanicum là một loài thực vật có hoa trong họ Lan. Loài này được N.P.Balakr. & N.Bhargava miêu tả khoa học đầu tiên năm 1978.